# Libeccio
Der Libeccio ist ein während des ganzen Jahres über Nord-Korsika  vorherrschender westlicher oder südwestlicher Wind. Er kann hohen Seegang und heftige Böen aus westlicher Richtung mit sich bringen. Da er aus Nordafrika kommt, trägt er heiße Luft und feinen Staub aus der Sahara mit sich. Im Sommer ist er dominant, im Winter wechselt er mit dem Tramontana (von Nordosten oder Norden).
Das Wort libeccio ist italienisch und kommt vermutlich vom lateinischen Adjektiv libiticus oder libeticus mit der Bedeutung „libysch“.